# Vera, Brasil
Vera là một đô thị thuộc bang Mato Grosso, Brasil. Đô thị này có diện tích 2950,868 km², dân số năm 2007 là 9183 người, mật độ 3,11 người/km².